# Institut for Statskundskab (Aarhus Universitet)
 For alternative betydninger, se Institut for Statskundskab. (Se også artikler, som begynder med Institut for Statskundskab)
Institut for Statskundskab ved Aarhus Universitet blev oprettet i 1959 af Erik Rasmussen og Poul Meyer og er det ældste af sin art i Danmark. Det er samtidig et af Europas største statskundskabsinstitutter med 134 faste videnskabelige medarbejdere og 59 ph.d.-studerende. Hertil kommer en række øvrige forskningsmedarbejdere samt cirka 1.200 studerende. Den administrative stab udgør 19 medarbejdere.
Instituttet producerer forskning og undervisning inden for alle centrale hovedområder i statskundskaben, herunder komparativ politik, international politik, offentlig forvaltning, offentlig politik, sociologi, samfundsvidenskabelig metode og politisk teori.
Blandt det videnskabelige personale ved instituttet er Jørgen Elklit, Jørgen Grønnegård Christensen, Peter Nannestad, Palle Svensson, Michael Bang Petersen og Søren Risbjerg Thomsen.
Instituttet rangereres blandt de bedste i verden indenfor statskundskab. Det anerkendte Shanghai Ranking placerede i 2022 for andet år i træk Institut for Statskundskab ved Aarhus Universitet som det bedste i verden indenfor for forskningfeltet, offentlig forvaltning.  På selv samme liste er instituttet nummer 10 i verden og det bedst placerede indenfor EU indenfor statskundskab generelt. 

## Foreninger
Der er et stort udvalg af foreninger på Institut for statskundskab. Der er både foreninger der fokuserer på at udvikle de studerendes faglige kompetencer gennem foredrag og arrangementer med undervisere og gæsteundervisere og der er foreninger der sigter mod at skabe et godt socialt miljø ved blandt andet at arrangere studieture og fester.

### Across the Universe
Når kulturen skal formidles for både studerende og ansatte, så har Across the Universe, som instituttets kulturforening siden stiftelsen i 2010 altid været klar. Der bliver arrangeret en bred vifte af arrangementer som både omfatter ølsmagning, teaterbesøg og studieture.

### Idrætsforeningen Statskundskab
Idrætsforeningen Statskundskab (IFSK) er en fodboldklub, med sin base på Institut for Statskundskab på Aarhus Universitet. Klubben blev oprettet i 1997 og er siden vokset stille og roligt. I dag omfatter klubben 3 herrehold i hhv. serie 1, 4 og 5 samt to damehold i hhv. serie 1 og 7-mandsrækken. Klubben har ca. 120 betalende medlemmer, men derudover har klubben en stor base af tidligere medlemmer og passive fans. Klubbens hjemmekampe spilles på Hasle Skole/Fort Hasle.

### GloPol
For de studerende der ønsker at vide mere omkring international politik er GloPol et godt bud på en forening, hvor der er rig mulighed for at udvide sin horisont.

### JUL på IFSK
Juledagen på IFSK er dagen som de fleste nuværende og tidligere studerende aldrig glemmer. Det er dagen, hvor underviserne og instruktorene står i baren og betjener den studerende. Det er dagen, hvor julerevyen spiller den store forestilling og hvor julefesten leder frem mod vintereksamen. Alt dette står JUL på IFSK bag.

### Kandestøberen
Institutbladet Kandestøberen udkommer fire gange hvert semester og har et oplag på 800 fysiske eksemplarer og en elektroniske udgave som lægges op på instituttets hjemmeside. Redaktionen består af 15-20 frivillige studerende som ledes af to redaktører.

### Kandidatforeningen på Statskundskab
Formålet for foreningen er at styrke forholdet mellem kandidater og kandidatstuderende på instituttet.

### Kritisk Profil
I et forsøg på at fremme forholdet mellem de studerende og underviserne på instituttet og for at forøge engagementet hos de studerende arrangere Kritisk Profil foredrag og temadage for de studerende.

### Politologisk Bogformidling
Politologisk Bogformidling (PB) er de studerendes leverandør af bøger, kompendier, papir og overstregningstuscher til brug på studiet
.

### Politologisk Forening
I løbet af året arrangeres der af Politologisk Forening mange fester, foredrag og studieture. Det er denne forening der stiller op med repræsentanter til Kapsejladsen hvert år, hvor Institut for Statskundskab ihærdigt forsøger at vinde Det Gyldne Bækken, hvilket kun er lykkedes én gang før - nemlig i 2014.

### Statsrådet
Det er Statsrådets rolle at repræsentere de studerendes interesser i studienævnet, institutbestyrelsen og de øvrige styrende organer på universitetet. Det er denne vej igennem, at de studerende kan få deres stemme igennem.

## Alumner
| Navn                              | Årgang | Beskæftigelse                                                    |
| --------------------------------- | ------ | ---------------------------------------------------------------- |
| Margrethe 2.                      | 1963   | Danmarks tidligere dronning                                      |
| Frederik 10.                      | 1995   | Danmarks konge                                                   |
| Bertel Haarder                    | 1970   | Minister                                                         |
| Svend Auken                       | 1969   | Minister                                                         |
| Anne Birgitte Lundholt            | 1977   | Minister                                                         |
| Bjarne Corydon                    | 2000   | Minister og chefredaktør på Børsen                               |
| Dan Jørgensen                     | 2004   | Minister                                                         |
| Lars P. Gammelgaard               | 1972   | Minister                                                         |
| Tina Nedergaard                   | 1997   | Minister                                                         |
| Nicolai Wammen                    | 2001   | Minister og Aarhus borgmester                                    |
| Arne Rolighed                     | 1980   | Minister og direktør for Kræftens Bekæmpelse                     |
| Lars Gert Lose                    | 1997   | Diplomat og departementschef                                     |
| Christopher Arzrouni              | 1991   | Debattør og skribent                                             |
| Gert Tinggaard Svendsen           | 1991   | Professor i statskundskab                                        |
| Palle Svensson                    | 2001   | Professor i statskundskab                                        |
| Michael Bang Petersen             | 2004   | Professor i statskundskab                                        |
| Bjørn Lomborg                     | 1991   | Debattør og forfatter                                            |
| Tøger Seidenfaden                 | 1983   | Avisredaktør                                                     |
| Michael Christensen (politiker)   | 2004   | Politiker                                                        |
| Kasper Kyed                       | 2001   | Direktør                                                         |
| Pernille Blach Hansen             | 2000   | Politiker og regionsdirektør                                     |
| Tom Risdahl Jensen                | 1981   | Ambassadør                                                       |
| Ole Egberg Mikkelsen              | 1984   | Ambassadør                                                       |
| Bettina Heltberg                  | 1972   | Journalist og forfatter                                          |
| Yildiz Akdogan                    | 2006   | Politiker                                                        |
| Morten Homann                     | 2001   | Politiker                                                        |
| Hans Kargaard Thomsen (politiker) | 2000   | Politiker                                                        |
| Uffe Toudal Pedersen              | 1981   | Departementschef                                                 |
| Jakob Jensen (født 1974)          | 2001   | Departementschef                                                 |
| Ole Bjørstorp                     | 1974   | Borgmester                                                       |
| Jørgen Goul Andersen              | 1977   | Professor                                                        |
| Svend Særkjær                     | 1995   | Departementschef                                                 |
| Sten Rynning                      | 1994   | Professor                                                        |
| Torben Stentoft                   | 1984   | Direktør for Rigshospitalet                                      |
| Peter Stensgaard Mørch            | 2003   | Departementschef                                                 |
| Jeppe Tranholm-Mikkelsen          | 1992   | Generaldirektør for Rådet for Den Europæiske Union               |
| Erik Jacobsen (teaterdirektør)    | 1980   | Departementschef                                                 |
| Kristian Würtz                    | 2008   | Politiker                                                        |
| Ole Glahn                         | 1974   | Borgmester og politiker                                          |
| Knud Kristensen (SIND)            | 1981   | Formand for Landsforeningen SIND og Konsul for Slovenien         |
| Mette Knudsen (diplomat)          | 1992   | Ambassadør                                                       |
| Marianne Thyrring                 | 1984   | Direktør for DMI                                                 |
| Christian Oldenburg               | 1971   | Ambassadør                                                       |
| Roger Buch                        | 1993   | Forskningslektor                                                 |
| Ove Kaj Pedersen                  | 1978   | Professor                                                        |
| Mogens N. Pedersen                | 1964   | Professor                                                        |
| Bo Asmus Kjeldgaard               | 1988   | Borgmester og direktør                                           |
| Ole Bjarrum                       | 1978   | Erhvervsmand og administrerende direktør for Nykredit Forsikring |
| Niels Jørgen Thøgersen            | 1970   | Embedsmand                                                       |
| Thomas Krarup                     | 2004   | Direktør i Jammerbugt Kommunes                                   |
| Kristian Hundebøll                | 1994   | Erhvervsleder                                                    |
| Lars Engberg                      | 1974   | Politiker                                                        |
| Sandy Brinck                      | 1995   | Politiker                                                        |
| Christian S. Nissen               | 1975   | Generaldirektør i DR                                             |
| Per Okkels                        | 1980   | Departementschef                                                 |
| Poul Nielson                      | 1972   | Politiker                                                        |
| Jesper Thobo-Carlsen              | 1999   | Journalist og redaktør                                           |
| Jørgen Flindt Pedersen            | 1964   | Journalist og forfatter                                          |
| Villum Christensen                | 1981   | Politiker                                                        |
| Per Bendix                        | 1968   | Politiker                                                        |
| Erik Boel                         | 1981   | Højskoleforstander                                               |
| Peter Viggo Jakobsen              | 1996   | Professor                                                        |
| Ralf Amstrup                      |        | Embedsmand og politiker                                          |
| Klaus Bach Jacobsen               |        | Politiker                                                        |
| Niels Lunde                       | 1988?  | Chefredaktør                                                     |
| Jacob Bundsgaard                  | 2008   | Borgmester                                                       |
| Peter Lauritzen                   | 1988   | Rigsombudsmand                                                   |
| Christian Lemvigh Poulsen         |        | Vært på TV2 News                                                 |
| Nikolaj Bøgh                      | 1996   | Politiker og forfatter                                           |
| Jens Peter Christensen            | 1982   | Højesteretsdommer                                                |
| Stefan Hermann                    | 1999   | Rektor, direktør og forfatter                                    |
| Lise Togeby                       |        | Professor                                                        |
| Leif Beck Fallesen                | 1977   | Chefredaktør                                                     |
| Anne-Sofie Jensen                 | 2000   | Rigsarkivar og direktør                                          |
| Jens Joel                         | 2006   | Politiker                                                        |
| Katrine Robsøe                    | 2015   | Politiker                                                        |
| Keld Albrechtsen                  | 1983   | Politiker                                                        |
| Anders Kühnau                     | 2008   | Politiker                                                        |
| Mette Bock                        | 1986   | Programdirektør DR og minister                                   |
| Verner Sand Kirk                  | 1983   | Direktør i brancheorganisationen Danske A-kasser                 |
| Marlene Wind                      | 1993   | Professor                                                        |
| Lotte Hansen                      | 2000   | Journalist og direktør                                           |
| Ulrik Federspiel                  | 1970   | Erhvervsleder, ambassadør og departementschef                    |
| Britta Johanna Riis               | 1994   | Direktør for Dyrenes Beskyttelse.                                |
| Søren Risbjerg Thomsen            | 1987   | Professor                                                        |
| Hanne Marlene Dahl                | 1993   | Professor                                                        |
| Anders Samuelsen                  | 1993   | Minister                                                         |
| Finn Reske-Nielsen                | 1976   | Diplomat                                                         |
| Trine Pertou Mach                 | 1998   | Politiker                                                        |
| Anja Dalgaard-Nielsen             | 1998   | Professor                                                        |
| Martin Rossen                     | 2001   | Embedsmand og særlig rådgiver                                    |
| Poul F. Kjær                      | 2001   | Professor                                                        |
| Anne Birgitte Lundholt            | 1977   | Minister                                                         |
| Søren Hviid Pedersen              | 1992   | Debattør og højskolelærer                                        |
| Lars Skov Henriksen               | 1989   | Professor                                                        |
| Cecilia Lonning-Skovgaard         | 2001   | Politiker                                                        |
| Morten Østergaard                 | 2006   | Minister                                                         |

## Ekstern henvisning
- Instituttets hjemmeside
- Idrætsforeningen Statskundskab Arkiveret 8. november 2013 hos  Wayback Machine på hjemmesiden af Aarhus Universitet